# KPRF Moskwa (szachy)
KPRF Moskwa – rosyjski klub szachowy z siedzibą w Moskwie, mistrz kraju z 2024 roku.

## Historia
Klub został utworzony w 2019 roku przez pierwszego zastępcę przewodniczącego Komitetu Centralnego Komunistycznej Partii Federacji Rosyjskiej, Jurija Afonina. W pierwszym sezonie klub grał w Wysszajej lidze i zajął drugie miejsce, uzyskując awans do Priemjer-Ligi. W debiutanckim sezonie w Priemjer-Lidze zespół zajął szóste miejsce. Rok później klub był czwarty w krajowych rozgrywkach. Również w sezonie 2021 klub uczestniczył w Pucharze Europy. Rosyjski zespół wygrał wówczas pięć meczów (z Gambitem Bonnevoie, Stockholms SS, Køge SK, ŽŠK Maribor i Offerspill SK) i przegrał dwa (z Miednym Wsadnikiem Petersburg i Skákfélag Selfoss og nágrennis), zajmując w końcowej klasyfikacji czwarte miejsce. W 2022 roku KPRF był trzeci w krajowej lidze, za SzSM Moskwa i Miednym Wsadnikiem Petersburg. W sezonie 2023 klub w mistrzostwach kraju uległ jedynie SzSM Moskwa. W 2024 roku klub zdobył mistrzostwo Rosji. W składzie drużyny znajdowali się wówczas Aleksandr Griszczuk, Daniił Dubow, Gabriel Sarksjan, Maksim Matłakow, Aleksandr Moroziewicz, Pawieł Ponkratow, Władimir Małachow i Nikita Afanasjew.

## Arcymistrzowie w historii klubu
- Nikita Afanasjew[10]
- Jewgienij Aleksiejew[11]
- Dmitrij Andriejkin[12]
- Konstantin Czernyszow[13]
- Siergiej Domogajew[13]
- Aleksiej Driejew[12]
- Daniił Dubow[14]
- Aleksandr Griszczuk[10]
- Igor Jagupow[13]
- Oleg Korniejew[13]
- Aleksiej Korniew[13]
- Władimir Małachow[14]
- Maksim Matłakow[9]
- Aleksandr Moroziewicz[9]
- Pawieł Ponkratow[9]
- Władimir Potkin[12]
- Siergiej Rublewski[12]
- Gabriel Sarksjan[9]
- Klementij Syczow[11]
- Wadim Zwiagincew[12]